# Souza (football, 1988)
Pour les articles homonymes, voir Souza.
Elierce Barbosa de Souza dit Souza est un footballeur brésilien né le 8 mars 1988 à Posse. Il évolue au poste de milieu défensif.

## Biographie
Souza joue 14 matchs en Copa Libertadores (un but), et deux en Copa Sudamericana.

## Palmarès
- Champion du Brésil en 2013 et 2014 avec le Cruzeiro EC
- Vainqueur du Campeonato Mineiro en 2014 avec le Cruzeiro EC
- Vainqueur du Campeonato Baiano en 2015 avec l'EC Bahia
- Vainqueur de la Coupe de la Ligue japonaise en 2017 avec le Cerezo Osaka